# 오타 파벨

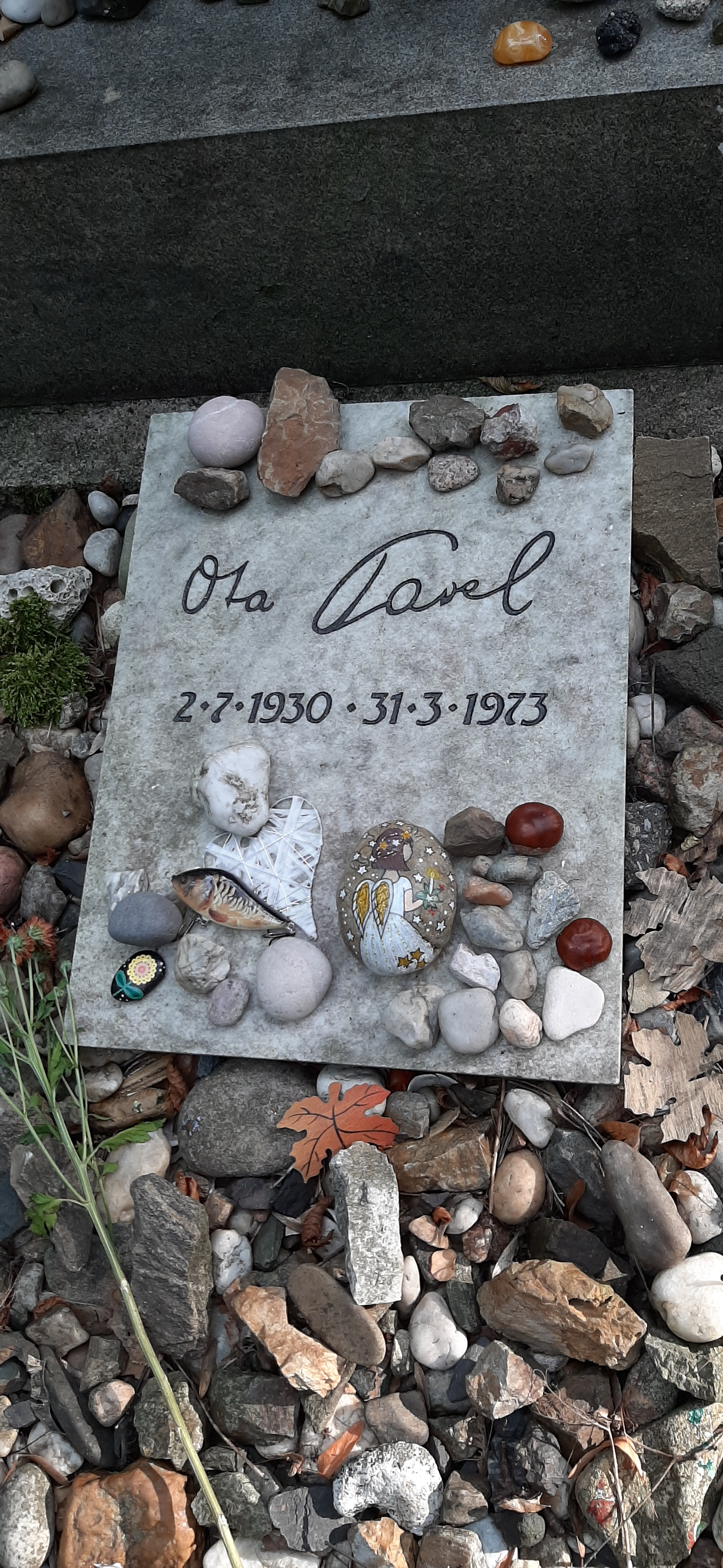

오타 파벨(체코어: Ota Pavel, 본명: Otto Popper, 1930년 7월 2일 ~ 1973년 3월 31일)은 체코 산문가, 언론인, 스포츠 리포터였다. 주로 스포츠와 자신의 어린 시절에 관련된 주제로 자전적인 산문을 썼다.

## 생애
프라하에서 유대계 상인 레오 포퍼(Leo Popper)의 세 번째 막내 아들로 태어났다.
제2차 세계대전 동안 아버지와 두 형 이르지와 휴고가 집단수용소로 이송된 후 어머니와 함께 부슈톄흐라트(Buštěhrad)에서 살았다. 어머니는 체코인이었다. 어린 시절 오타 파벨은 잠시 광산에서 일하기도 했다. 전쟁이 끝난 후 상업 및 언어 학교에서 공부했지만 졸업은 1960년에서야 '노동자를 위한 중등학교'에서 하게 되었다.
짧은 기간 동안 프라하 스파르타에서 청소년 하키단의 트레이닝을 맡기도 하였으나 주로 편집 활동에 힘을 쏟았다. 1949년에서 1956년까지 체코슬로바키아 라디오(Československý rozhlas 체스코슬로벤스키 로즈흘라스[*])에서 스포츠 편집인으로 활동했다. 1956년에서 1957년까지는 〈스타디온(Stadion)〉이라는 잡지에서 동일한 자리를 맡고 그 후 몇 년 동안은 군사 주간지 〈체코슬로바키아 군인(Československý voják 체스코슬로벤스키 보야크[*])〉에서 일했다. 〈스타디온〉에서 자신의 첫 문학적 실험으로 스포츠 관련 짧은 에세이들을 썼다.
편집인으로서 그는 많은 여행을 다닐 수 있었다. 예를 들어, 1962년에는 군대 축구팀을 미국에 이끌고 가고 그 후에는 프랑스, 스위스, 소련 등도 방문했다.
1964년 인스브루크에서 열린 동계 올림피아드 동안 심각한 조울증이 나타나고 인스부르크 위에 있는 건물에 방화를 시도했다. 이 질환으로 인해 1966년에 일을 그만두고 장애인 연금을 받게 되었다. 몇번에 걸쳐 정신병원에서 치료를 받았고 고향인 프라하에서 43세를 채우지 못하고 심경색으로 사망하였다.
오타 파벨의 산문 중 《황금 장어(Zlatí úhoři)》는 카렐 헤르지마네크(Karel Heřmánek) 감독, 블라디미르 멘식(Vladimír Menšík) 주연의 《아름다운 수사슴의 죽음(Smrt krásných srnců)》이라는 제목으로 성공적으로 영화화되었다.
2002년 부슈톄흐라트에 오타 파벨의 생애와 작품을 위한 박물관이 세워졌다. 많은 사진, 문서, 소지품들이 전시되고 있다.

## 작품
- Hory a lidé (산과 사람), 1964년 – 빌렘 헤츠켈(Vilém Heckel)의 사진집에 오타 파벨이 해설 텍스트를 씀.
- Dukla mezi mrakodrapy, 1964년 – próza se sportovní tématikou, kombinace prvků beletrie a sportovní reportáže, o úspěchu českého fotbalového mužstva v zámoří
- Plná bedna šampaňského, 1967년 – 스포츠를 배경으로 한 단편
- Cena vítězství, 1968년 – Dukla mezi mrakodrapy 와 Plná bedna šampaňského에서 선별한 글을 묶음.
- Pohár od Pánaboha, 1971년 – 스포츠를 배경으로 하는 산문
- Smrt krásných srnců (아름다운 수사슴의 죽음), 1971년 – 회고적 성격의 산문. 주로 어린 시절과 유대계 상인이었던 아버지의 삶에 대한 기억들.
- Syn celerového krále, 1972년 – 스포츠를 배경으로 하는 산문. 유명 스포츠인에 관한 16개의 단편.
- Jak jsem potkal ryby (나는 어떻게 물고기를 만났나), 1974년 – 회고적 성격의 글. 외로운 작가의 삶에 대한 글로 주로 자신이 좋아하는 낚시에 관한 내용.
- Pohádka o Raškovi (라슈카에 관한 동화), 1974년 – 스포츠를 주제로한 글. 체코인 스키 점프 썬수인 이르지 라슈카 (Jiří Raška)의 삶에서 영감을 얻음.

사후 출판된 선집:
- Fialový poustevník, 1977년
- Sedm deka zlata, 1980년
- Veliký vodní tulák, 1980년 – 선집
- Mám rád tu řeku, 1989년
- Zlatí úhoři, 1985년 + rozšířené vydání 1991년 – dvě Pavlovy povídky situované do 50. let, Běh Prahou a Prase nebude, se díky cenzuře nedostaly do prvního vydání tohoto souboru a vyšly až v jeho přepracovaném vydání roce 1991년
- Výstup na Eiger, 1989년
- Mám rád tu řeku, 1989년
- Jak šel táta Afrikou: Povídky, 1994년
- Omyl a jiné povídky, 1995년
- Olympijské hry a jiné povídky, 1996년